# Simon Faithfull

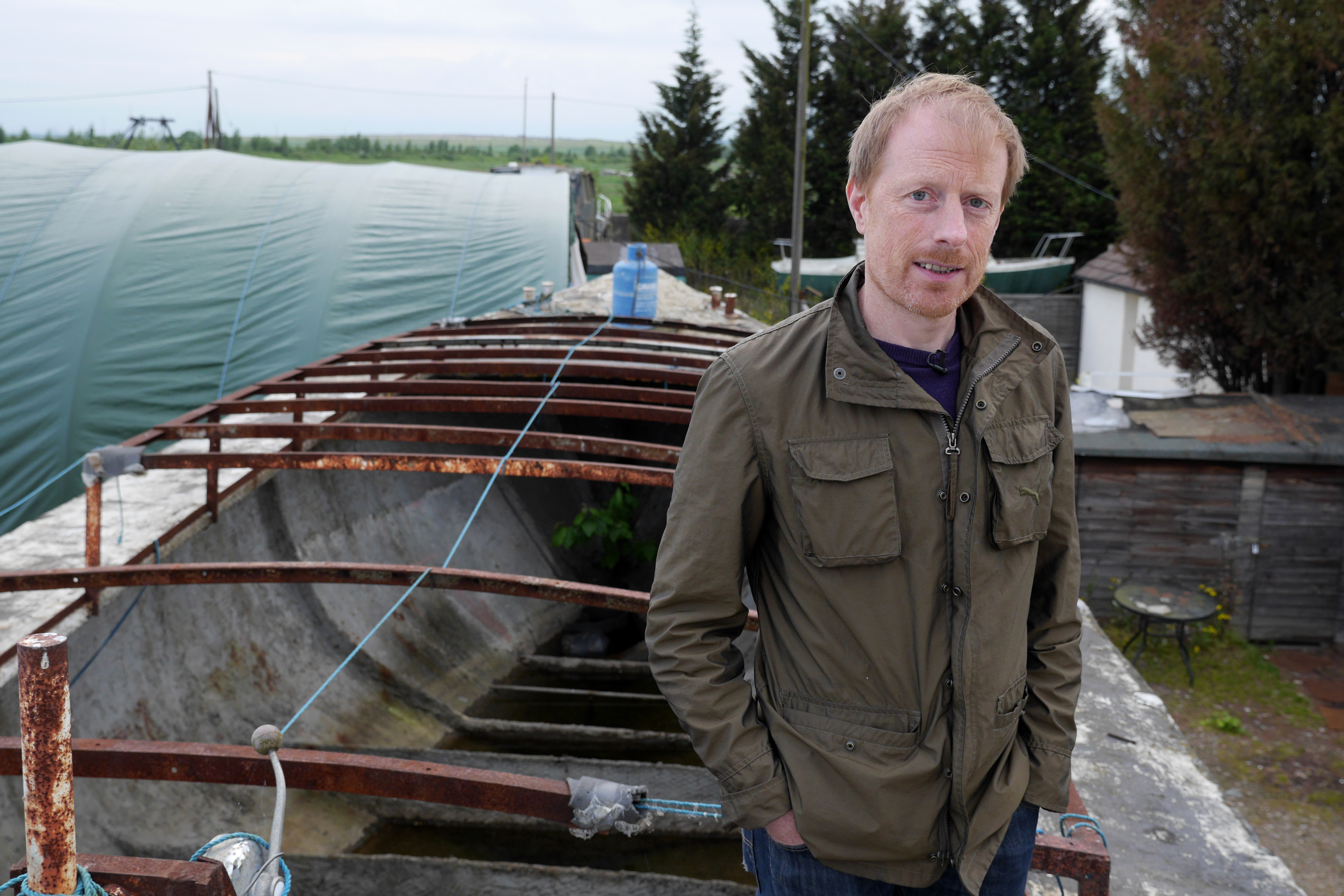
Simon Faithfull

Simon Faithfull (* 1966 in Ipsden, Oxfordshire) ist ein englischer Künstler.
Er studierte Bildende Kunst 1994–1996 an der University of Reading und 1986–1989 am Central Saint Martins College of Art and Design. Seine Arbeiten wurden international in Einzel- und Gruppenausstellungen gezeigt.
Er lebt in London und Berlin und unterrichtet an der Slade School of Fine Art.

## Publikationen
- Ice Blink: An Antarctic Essay, 2006. ISBN 1-870699-92-0.
- LOST. An Inventory of Wayward Things, 2006. ISBN 3-00-018660-3.
- Accident Book. An Inventory of Falls, Mishaps and Slips, 2009. ISBN 978-3-00-027675-0.
- Going Nowhere, 2009. ISBN 978-1-904270-31-7.
- Liverpool-to-Liverpool, 2010. ISBN 978-1-84631-488-9.

- Things, Bildband, Laconic, Potsdam 2014, ISBN 978-3-00-045513-1.

- Explaining taxonomy to a bird: Simon Faithfull's An arbitrary taxonomy of birds, a Wellcome co-commission with the Museum für Naturkunde Berlin, Bildband, Laconic, Potsdam 2020, ISBN 978-3-00-065778-8.

## Einzelausstellungen
- 2002 Simon Faithfull & Bruno Peinado, Parker’s Box, New York
- 2002 Dogends, Transit Space, London
- 2002 Psychotopography, ArtSway, Hampshire
- 2003 Dreamland, Turner Contemporary, Margate
- 2003 Terrestrial Investigation #256, SPACE, London
- 2004 Hard Drive, ICA, London
- 2004  Vanishing Point, Pump House, Battersea, London
- 2004 30 km, Film and Video Umbrella Commission, Aspex Gallery, Portsmouth
- 2005 Antarctica Dispatches, CCA, Glasgow
- 2006 Ice Blink, Parker’s Box, New York
- 2006 Ice Blink, Stills, Edinburgh
- 2006 Ice Blink, Cell, London
- 2008 Simon Faithfull - Selected Video Works, Galerie Polaris, Paris
- 2009 Gravity Sucks, British Film Institute Gallery, London
- 2009 Simon Faithfull & Carla Guagliardi - Schwerlos, Haus am Waldsee, Berlin
- 2010 Recent Findings: Simon Faithfull, Harris Museum, Preston
- 2010 Voyages Extraordinaires: Simon Faithfull & Christoph Keller, CRAC Alsace